# Nina Buysman
Nina Buysman, née le 16 novembre 1997 à Bovenkarspel est une coureuse cycliste néerlandaise, professionnelle depuis 2017.

## Biographie
Nina Buysman dispute ses premières courses cycliste à l'âge de douze ans avec la wielervereniging West-Frisia, après plusieurs années de pratique.
En 2017, elle est recrutée par l'équipe Parkhotel Valkenburg. Elle obtient cette année-là sa première victoire sur une course du calendrier UCI à l'occasion de l'Omloop van de IJsseldelta et participe au championnat d'Europe espoirs avec l'équipe des Pays-Bas. Après cinq saisons, elle rejoint la formation américaine Human Powered Health.

## Palmarès

### Par année
- 2016
  - Omloop van Wervershoof
- 2017
  - Omloop van de IJsseldelta
- 2021
  - 2e étape du Tour de Feminin
- 2023
  - 3e de la Schwalbe Classic
  - 3e de la Cadel Evans Great Ocean Road Race
- 2024
  - 3e étape du Tour cycliste féminin international de l'Ardèche
  - 3e de La Périgord Ladies

### Résultats sur les grands tours

#### Tour d'Italie
3 participations
- 2019 : 38e
- 2023 : 26e
- 2024 : 27e

#### Tour de France
1 participation
- 2022 : 25e

### Classements mondiaux
| Année                                 | 2017 | 2018 | 2019 | 2020 | 2021 | 2022 | 2023 | 2024 |
| ------------------------------------- | ---- | ---- | ---- | ---- | ---- | ---- | ---- | ---- |
| Classement UCI                        | 142e | 530e | 708e | 599e | 155e | 125e | 78e  | 278e |
| UCI World Tour                        | nc   | 251e | 186e | 165e | nc   | 87e  | 58e  | 162e |
|                                       |      |      |      |      |      |      |      |      |
| Légende : nc = non classéSource : UCI |      |      |      |      |      |      |      |      |